# Dougie Lampkin
Douglas Martin Lampkin MBE, més conegut com a Doug o Dougie Lampkin   (Silsden, West Yorkshire, 23 de març de 1976), és un antic pilot de trial anglès que va guanyar un total de dotze campionats mundials (set a l'aire lliure i cinc en pista coberta) entre el 1997 i el 2003, cosa que el situa com al segon campió amb més títols d'aquest esport, per darrere de Toni Bou.
Lampkin va obtenir molts altres èxits al llarg de la seva carrera, entre ells set campionats britànics de trial, dos d'Espanya i un d'Europa, quatre victòries al Trial de les Nacions com a integrant de l'equip britànic i nombrosos triomfs a les proves internacionals més emblemàtiques: catorze als Sis Dies d'Escòcia (rècord de victòries a la prova), sis al Scott Trial, tres al Trial Indoor de Barcelona i un als Tres Dies de Santigosa i als Dos Dies de Man. El seu reeixit palmarès li valgué reconeixements diversos: el 2001 li fou atorgada la medalla de l'Orde de l'Imperi Britànic (MBE, Member of the Order of the British Empire) pels seus serveis en el terreny esportiu i el 2012 va ser nomenat FIM Legend.

## Resum biogràfic

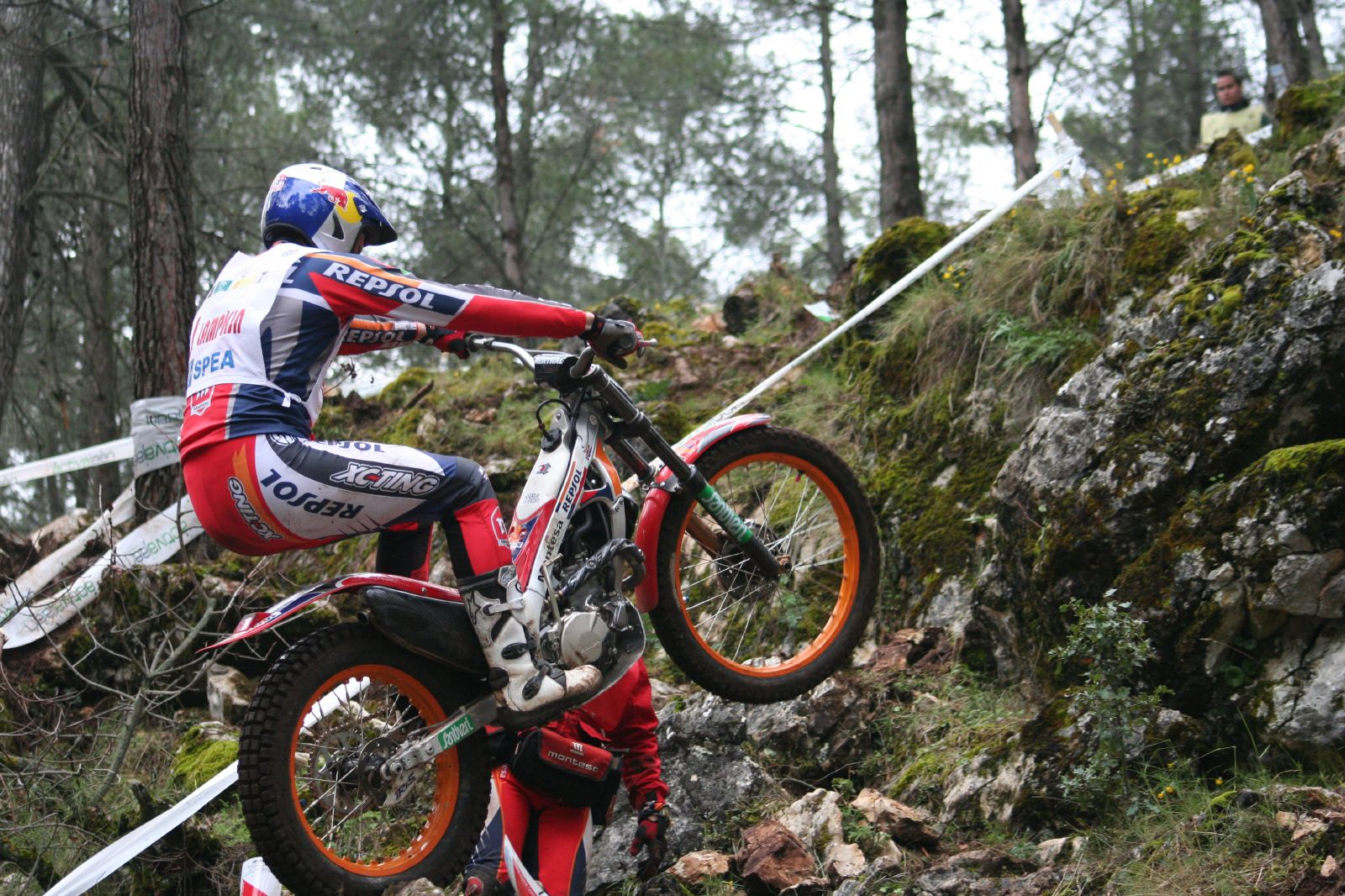
Dougie Lampkin el 2007

Nascut al si d'una família immersa en l'esport del motociclisme, el seu pare, Martin Lampkin, va ser el primer campió del món de trial el 1975 i els seus oncles Arthur i Alan Lampkin foren també destacats pilots de motocròs i de trial durant els anys 60. El seu cosí John Lampkin va destacar en les competicions de trial durant els anys 80.
Dougie Lampkin va començar a practicar de ben petit amb una Monty de bicitrial, passant a pilotar motocicletes tan aviat com va poder. Encetà els seus èxits al campionat del món amb la motocicleta italiana Beta, passant l'any 2000 a la catalana Montesa, marca amb la qual va competir fins que el 2008 va tornar a Beta.
Actualment, Lampkin viu a Skipton, North Yorkshire (després d'haver residit uns anys a l'Illa de Man) i segueix competint en trial i també en enduro, disputant curses del Campionat del Món indoor i d'enduro extrem. A començaments del 2011 s'anuncià el seu fitxatge per tres anys amb Gas Gas, marca amb la qual competí internacionalment en trial i enduro indoor.

### Retirada
A l'abril del 2012, poc abans de començar la temporada, Dougie Lampkin va anunciar la seva retirada definitiva del mundial de trial. Tot i així, continuà participant en tota mena de competicions de trial i d'enduro extrem, especialment als Sis Dies d'Escòcia, on ha seguit acumulant victòries durant anys.

### Col·laboració amb Vertigo
Cap a finals del 2013, l'empresari català Manel Jané, propietari del conegut fabricant de cotxets per a nens Grup Jané, contractà Dougie Lampkin com a pilot provador i desenvolupador per tal que col·laborés en la creació del primer model de motocicleta de la seva nova empresa, Vertigo Motors (amb seu a Palau-solità i Plegamans). L'anglès començà a treballar sobre la base d'un primer prototip ideat inicialment per Jané i dissenyat per Joan Forrellad. L'any següent, 2014, ja començà a guanyar-hi competicions destacades, inclosos els Sis Dies d'Escòcia. Tot i que la moto que hi va pilotar en aquella edició no duia encara el nom comercial de Vertigo, sinó que es va inscriure amb les inicials de Lampkin (DL12 Special), a finals d'any es va presentar en públic amb el nom definitiu de Vertigo Combat.

## Palmarès en trial

### Títols mundials
- 12 campionats del món de trial
  - 7 de trial outdoor (1997-2003)
  - 5 de trial indoor (1997-2001)
- 7 campionats britànics de trial (1994, 1996-2000, 2002)
- 2 campionats d'Espanya de trial (2001, 2003)
- 1 campionat d'Europa de trial (1993)
- 4 victòries al Trial de les Nacions (1997, 1999, 2002-2003)

### Victòries en proves destacades
- 14 victòries als Sis Dies d'Escòcia de Trial (1994-1996, 2008-2009, 2012-2018, 2022-2023)
- 6 victòries al Scott Trial (1994, 2006-2007, 2013, 2017-2018)
- 3 victòries al Trial Indoor de Barcelona (1998, 2000-2001)
- 1 victòria als Tres Dies de Trial de Santigosa (1997)
- 1 victòria als Dos Dies de Trial de Man (2002)

### Resultats per any
A 1 de gener de 2015
| Any             | Motocicleta     | C. del Món outdoor | C. del Món indoor | TDN | Campionat britànic | SSDT | Altres            | Títols |
| --------------- | --------------- | ------------------ | ----------------- | --- | ------------------ | ---- | ----------------- | ------ |
| 1991            | Beta            | -                  | -                 | -   | 1r Schoolboy B     |      |                   | 1      |
| 1992            | Beta            | -                  | -                 | -   | 1r Schoolboy A     |      |                   | 1      |
| 1993            | Beta            | 17è                | -                 | 2n  | 7è                 |      | C. d'Europa       | 1      |
| 1994            | Beta            | 6è                 | 14è               | 2n  | 1r                 | 1r   | 1r al Scott Trial | 1      |
| 1995            | Beta            | 4t                 | 7è                | 2n  | 2n                 | 1r   |                   | -      |
| 1996            | Beta            | 2n                 | 3r                | -   | 1r                 | 1r   |                   | 1      |
| 1997            | Beta            | 1r                 | 1r                | 1r  | 1r                 |      | 1r als 3 DTS      | 4      |
| 1998            | Beta            | 1r                 | 1r                | 2n  | 1r                 |      |                   | 3      |
| 1999            | Beta            | 1r                 | 1r                | 1r  | 1r                 |      |                   | 4      |
| 2000            | Montesa         | 1r                 | 1r                | 3r  | 1r                 |      |                   | 3      |
| 2001            | Montesa         | 1r                 | 1r                | 2n  | -                  |      | C. d'Espanya      | 3      |
| 2002            | Montesa         | 1r                 | 2n                | 1r  | 1r                 |      |                   | 3      |
| 2003            | Montesa         | 1r                 | 2n                | 1r  | -                  |      | C. d'Espanya      | 3      |
| 2004            | Montesa         | 2n                 | 3r                | 2n  | -                  |      |                   | -      |
| 2005            | Montesa         | 3r                 | 4t                | 2n  | -                  |      |                   | -      |
| 2006            | Montesa         | 4t                 | 6è                | 2n  | -                  |      | 1r al Scott Trial | -      |
| 2007            | Montesa         | 5è                 | 5è                | 3r  | -                  |      | 1r al Scott Trial | -      |
| 2008            | Beta            | 6è                 | 6è                | 3r  | 9è                 | 1r   |                   | -      |
| 2009            | Beta            | 6è                 | 7è                | 2n  | 10è                | 1r   |                   | -      |
| 2010            | Beta            | 7è                 | 9è                | 2n  | -                  | 8è   |                   | -      |
| 2011            | Gas Gas         | 16è                | -                 | 2n  | -                  |      |                   | -      |
| 2012            | Gas Gas         | -                  | -                 | -   | -                  | 1r   |                   | -      |
| 2013            | Gas Gas         | -                  | -                 | -   | -                  | 1r   | 1r al Scott Trial | -      |
| 2014            | Vertigo         | -                  | -                 | -   | -                  | 1r   |                   | -      |
| Total victòries | Total victòries |                    |                   |     |                    | 8    | 4                 | 12     |
| Total títols    | Total títols    | 7                  | 5                 | 4   | 9                  |      | 3                 | 28     |
|                 |                 | 12 mundials        |                   |     |                    |      |                   |        |

Notes
1. ↑  La classificació consignada a TDN fa referència a la posició final obtinguda per l'equip estatal
2. ↑  Al total de títols s'hi compten tots els campionats estatals o internacionals guanyats, incloent-hi el TDN
3. ↑  Al total de victòries s'hi compten totes les aconseguides als SSDT i al Scott Trial